# Москва-1
Москва́-1 — советский среднеформатный складной фотоаппарат шкального типа.
Первая модель из семейства фотографических аппаратов «Москва».
Производился с 1946 года по 1949 год на Красногорском механическом заводе (КМЗ, город Красногорск Московской области).
Камера создана на базе фотоаппарата «Ikonta C 521/2» немецкой фирмы Zeiss Ikon.
Всего было выпущено 31632 штук.

## Технические характеристики
- Тип применяемого фотоматериала — плёнка типа 120 (рольфильм).
- Размер кадра 6×9 см (8 кадров на плёнке типа 120).
- Корпус фотоаппарата изготовлен из латунного листа и покрыт натуральной кожей.
- Корпус складной, после откидывания передней панели автоматически выдвигался мех с оправой объектива и центральным затвором.
- Задняя стенка открывающаяся на петлях.
- Объектив «Индустар-23», просветлённый, фокусное расстояние 110 мм, относительное отверстие 1:4,5, угол поля зрения 52°[1].
- Наводка на резкость вращением передней линзы объектива, фокусировка от «бесконечности» до 1,5 метров.
- Диафрагма ирисовая, значения диафрагм 4,5, 5,6, 8, 11, 16, 22, 32.
- Затвор центральный, «Момент-1». Выдержки от 1 с до 1/250 секунды и «В»[2].
- Видоискатель складной рамочный, параллаксный.
- Взвод затвора и перемотка плёнки раздельные. Перемотка плёнки по цифрам на ракорде рольфильма. На задней стенке камеры имеется окно с красным светофильтром.
- Предусмотрен механизм защиты от многократного экспонирования кадра. Мультиэкспозиция возможна, если пользоваться кнопкой спуска непосредственно на корпусе затвора.
- Синхроконтакт отсутствует.
- Автоспуск отсутствует.
- На фотоаппарате установлено два штативных гнезда с резьбой 3/8 дюйма для закрепления камеры в вертикальном и горизонтальном положении.

|                                       |                                                                          |                        |                             |                                      |
| «Москва-1» в горизонтальном положении | «Москва-1» Выдвинута опора для установки камеры в вертикальном положении | Объектив «Индустар-23» | «Москва-1» в сложенном виде | «Москва-1» с открытой задней стенкой |